# Romeo Saganash
Diom Romeo Saganash, né le 28 octobre 1961 à Waswanipi (Québec), est un avocat, négociateur et homme politique canadien.
Membre de la nation crie, il milite dans un grand nombre d'associations et d'entreprises autochtones cries. Lors des élections fédérales de 2011, il est élu député de la circonscription d'Abitibi—Baie-James—Nunavik—Eeyou à la Chambre des communes sous la bannière du Nouveau Parti démocratique (NPD). Il est député jusqu'en 2019.

## Biographie

### Militantisme
En 1985, Romeo Saganash fonde et préside le Conseil des jeunes de la nation crie. Par la suite, il s'implique dans le développement économique de sa région en travaillant avec des entreprises telles que Creeco Inc. ou encore la Société Eeyou de la Baie-James. En 1989, il devient la première personne d'origine crie à obtenir un baccalauréat en droit au Canada. Entre 1990 et 1993, il est vice-grand chef du Grand Conseil des Cris du Québec et occupe le poste de vice-président du conseil de l'Administration régionale crie.
Depuis 1993, il est le directeur, au sein du Grand Conseil des Cris, des relations avec le Québec et le monde. En 1997, il préside le comité consultatif pour l'environnement de la Baie-James. En 2003, il reçoit un prix de reconnaissance de l'UQAM pour avoir joué un rôle majeur dans les négociations de l'entente historique, la Paix des Braves, signée le 7 février 2002 entre le gouvernement du Québec et le Grand Conseil des Cris.

### Député
En 2011, tandis qu'il est une des personnalités les plus en vue de la nation crie, on annonce qu'il se présente aux élections fédérales pour le Nouveau Parti démocratique,. Le 2 mai de cette année, il est élu député fédéral de la circonscription Abitibi—Baie-James—Nunavik—Eeyou, défaisant le bloquiste Yvon Lévesque.
Le 26 mai 2011, il est nommé porte-parole de l'opposition officielle du Canada pour les ressources naturelles. Le 16 septembre 2011, Romeo Saganash confirme à Val-d'Or qu’il se présente à la succession du chef du NPD, Jack Layton. Il devient ainsi le deuxième candidat déclaré à la chefferie. Il est immédiatement endossé par Christine Moore, députée de la circonscription voisine d'Abitibi—Témiscamingue.
Le 22 octobre 2012, il émet un communiqué dans lequel il indique prendre congé de ses fonctions afin de soigner son alcoolisme. Il revient au Parlement au début de 2013. Le 19 octobre 2015, il est réélu député de la circonscription d'Abitibi—Baie-James—Nunavik—Eeyou pour un deuxième mandat lors des élections fédérales, avec 37 % des voix. Il ne se représente pas lors des élections fédérales de 2019.
Il est le père de la chroniqueuse et militante crie Maïtée Labrecque-Saganash.

## Honneurs et distinctions
- Doctorat honorifique de l'Université Laval en droit en 2020.